# Denis Compton
Denis Compton (Middlesex, 23 maggio 1918 – Berkshire, 23 aprile 1977) è stato un crickettista e calciatore inglese.